# Embarcació d'esbarjo

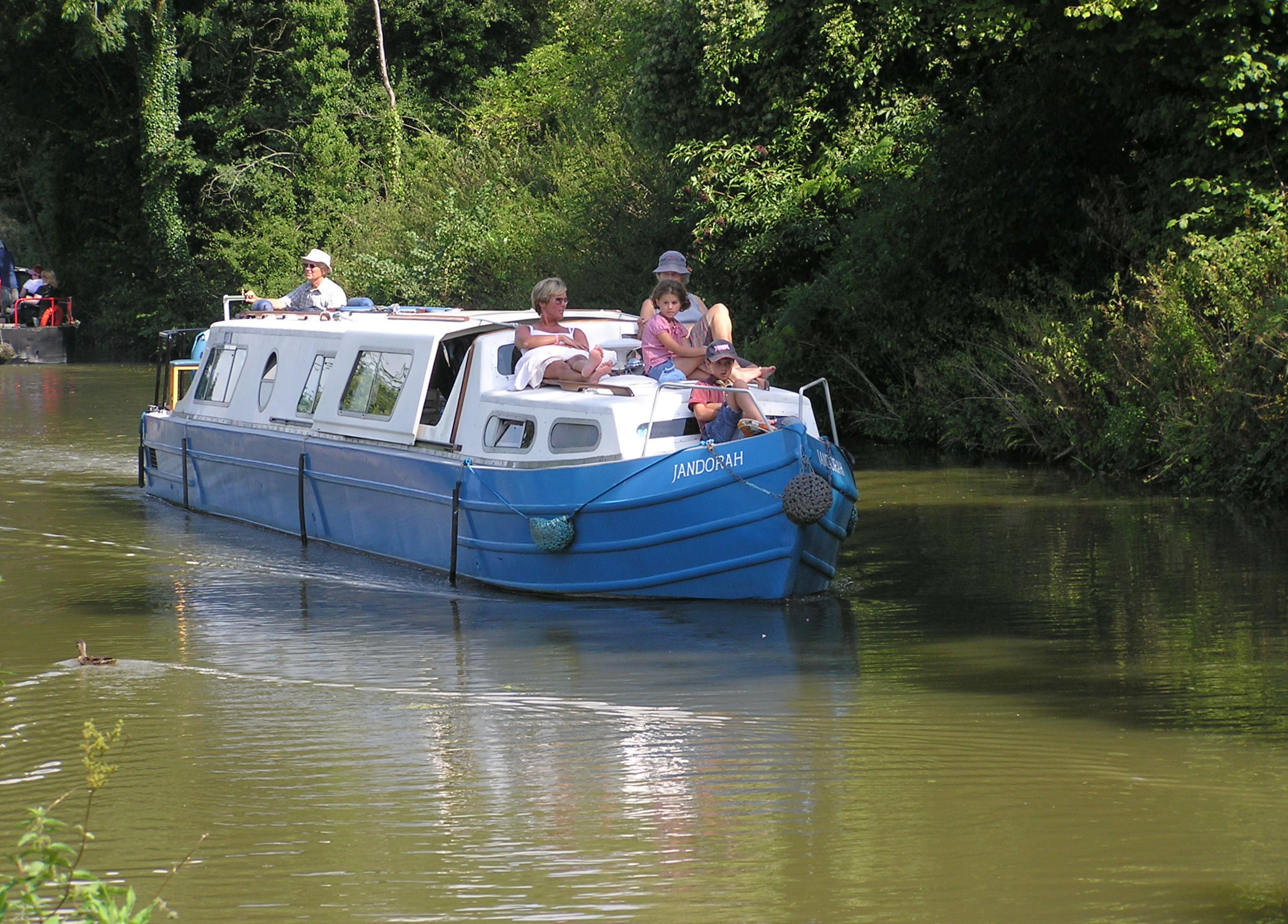
Embarcació d'esbarjo al Canal Kennet i Avon, prop de l'Aqüeducte Dundas, a Wiltshire (Regne Unit)

Una embarcació d'esbarjo o embarcació d'esbargiment és una barca que es fa servir com a esbarjo personal, familiar i, de vegades, esportiu.
Aquestes embarcacions es divideixen en dues categories principals: embarcacions de motor i embarcacions de vela. També hi ha bots de rem i canoes. Es fan servir en vacances, com ara en un riu, un llac, un canal, una via d'aigua, un arxipèlag o una regió costanera. Les embarcacions d'esbarjo se solen amarrar en un port esportiu. Algunes tenen comoditats que es poden utilitzar mentre estan amarrades.
A Gran Bretanya, molts narrowboats que abans es feien servir per transportar mercaderies es convertiren en embarcacions d'esbarjo. Avui en dia, encara s'empra habitualment el mateix estil de buc per a noves embarcacions d'esbarjo utilitzant el sistema de canals.